# Proverbios morales
Proverbios morales es un libro escrito en el siglo XIV por un rabino de nombre don Sem Tob o Santob. Se trata de una larga serie de máximas o sentencias en una curiosa variante de la cuaderna vía perteneciente a la literatura gnómica española y a la corriente del mester de clerecía.
Se conserva en cinco códices, que oscilan entre las 560 coplas del manuscrito de Cambridge -escrito en caracteres hebreos- y las 686 coplas del manuscrito escurialense, si exceptuamos el códice conquense: 219 coplas copiadas por Ferrán Verde, víctima de la Inquisición, en 1492.
Las ediciones modernas lo presentan precedido de un prólogo en prosa, que defiende la difusión del saber, y algo más de 700 coplas de cuatro versos heptasílabos que riman a b a b. 
En la obra Sem Tob se dirige al rey Pedro I para recordarle cierta deuda que su padre contrajo con el autor. Hace una profunda justificación sobre la necesidad de divulgar la sabiduría para pasar a hacer un énfasis de lo mudables que son las cosas mundanas, recomendando ser activos antes que excesivamente prudentes, aunque sin dejar de ser reflexivos. Ataca la codicia y alaba las virtudes. Concluye defendiendo la escritura y se despide volviendo a recordar la deuda que el padre del rey contrajo con el autor.
Si bien los proverbios se dirigen a un público cristiano, no podemos soslayar la influencia patente de la literatura árabe, de la que la hebrea es en ese momento tributaria.